# Littleworth
Littleworth is een civil parish in het bestuurlijke gebied Vale of White Horse, in het Engelse graafschap Oxfordshire met 239 inwoners.